# Landsmannschaft Weichsel-Warthe
Die Landsmannschaft Weichsel-Warthe Bundesverband e. V.  ist ein Vertriebenenverband. Die Landsmannschaft ist Mitglied im Bund der Vertriebenen (BdV), Bundessprecher ist Dr. Lothar Jakobi. Der Verein hat seinen Sitz in Wiesbaden.
In der Landsmannschaft Weichsel-Warthe (LWW) haben sich die Deutschen aus Polen, insbesondere aus Großpolen, aus dem Lodzer Industriegebiet und dem übrigen Mittelpolen, aus Galizien sowie aus Wolhynien zusammengeschlossen, die nach dem Zweiten Weltkrieg in der Bundesrepublik Deutschland ein neues Zuhause gefunden haben.
Die Gründung der Landsmannschaft Weichsel-Warthe erfolgte am 6. Mai 1949.

## Allgemeines
Die Landsmannschaft Weichsel-Warthe versteht sich als „Brücke der Verständigung“ zwischen Deutschen und Polen und leistet ihren Beitrag zur deutsch-polnischen Verständigung und Aussöhnung „auf der Grundlage der historischen Wahrheit“ und der Charta der deutschen Heimatvertriebenen vom 5. August 1950. Eine weitere Hauptaufgabe ist die Erhaltung, Pflege und Vermittlung des kulturellen Erbes der Deutschen aus den oben erwähnten Regionen Polens. Die Mitglieder der LWW haben sich in Orts-, Kreis- und Landesgruppen zusammengeschlossen und arbeiten auf allen Ebenen mit dem Bund der Vertriebenen zusammen.
Viele Mitglieder der LWW haben sich ferner in Heimatkreisgemeinschaften verbunden.
Das Organ der LWW ist das „Mitteilungsblatt Weichsel-Warthe“, das monatlich als Beilage der drei kirchlichen Heimatzeitschriften erschien und ab Jahrgang 61.2013, Heft 10 in „Posener Stimmen“ enthalten ist. Zudem gibt die LWW in jedem Jahr ihr „Jahrbuch Weichsel-Warthe“ mit historischen, gesellschaftlichen und aktuellen Beiträgen heraus.
Das Land Hessen hat im Jahr 1990 die Patenschaft über die LWW übernommen, um die Arbeit der Landsmannschaft zu unterstützen, das kulturelle Erbe der Deutschen aus Polen zu wahren und die Bemühungen der Landsmannschaft zu fördern, Brücke zwischen dem deutschen und polnischen Volk zu sein.

## Die Bundessprecher der LWW
1949–1951: Waldemar Kraft
1951–1953: Johannes Scholz (1888–1956)
1953–1954: Gerhard Kowala
1954–1959: Hans Koch
1959–1969: Hans von Rosen
1969–1971: Gustav Klusak
1971–1977: Joachim von Loesch (1905–1987)
1977–1981: Hans von Rosen, II. Amtsperiode
1981–1993: Richard Breyer (1917–1999)
1993–1995: Ursula Brehmer
1995–2010: Karl Bauer
2010–2023: Dr. Martin Sprungala (1963–2023)
2023–0000: Dr. Lothar Jakobi